# Eva Sköld-Karnéus
Eva Margareta Sköld-Karnéus, född 27 mars 1924 i Eskilstuna, död 27 oktober 2016 i Trollhättan, var en svensk målare, tecknare och textilkonstnär.
Hon var dotter till fabrikören Gustav Sköld och Siri Johansson och mellan 1951 och 1971 gift med Robert Karnéus. Hon studerade vid Konstfackskolans lägre avdelning 1942–1944 och Högre konstindustriella skolan 1944–1946 samt Kungliga konsthögskolan 1946–1951. Hon medverkade i Nationalmuseums utställning Unga tecknare 1947, en av Riksförbundet för bildande konsts vandringsutställningar 1950, en textilutställning på Libraria i Stockholm 1955 samt Konsthantverkarnas gilles utställning på Liljevalchs konsthall 1956. Hon medverkade i samlingsutställningar arrangerade av Göta Älvdalens konstförening i Vänersborg och Trollhättan. Hennes konst består av måleri och teckningar samt textilkonst i form av broderi.